# 田中ウルヴェ京
田中ウルヴェ京（たなかウルヴェみやこ、旧名：田中京。1967年2月20日 - ）は女子アーティスティックスイミング（シンクロナイズドスイミング）元選手かつ1988年ソウルオリンピックシンクロデュエット銅メダリスト。1996年アトランタオリンピックシンクロ日本代表チームコーチ。様々な競技のトップアスリートや経営者を対象としたメンタルトレーニングのセッションを専門とするスポーツ心理学者。学位は博士（システムデザイン・マネジメント学）。日本スポーツ心理学会認定スポーツメンタルトレーニング上級指導士。国際オリンピック委員会（IOC）マーケティング委員。IOC認定アスリートキャリアトレーナー。チーム契約としては、2020年東京パラリンピック車いすバスケットボール男子日本代表チームメンタルコーチ。個別契約として様々な競技のプロ選手やトップアスリートのメンタルコーチを務める。スポーツ庁スポーツ審議会委員。BS-TBS番組審議会委員。

## 来歴
1967年、東京都港区白金台生まれ。6歳時に水泳を始め、10歳でシンクロナイズドスイミング（当時）に転向、この時期に、デュエットのパートナーとなる小谷実可子と出会う。1979年、東京シンクロクラブに入門。
13-14歳カナダ国際ソロ・デュエット大会へ日本代表として出場、デュエットで銀メダルを獲得した。15歳で史上最年少の日本代表Aチーム入りを果たす。聖心女子学院初等科・中等科・高等科を卒業。聖心女子大学へ内部進学する事も考えたが、シンクロとの両立が不可能だったため、日本大学文理学部体育学科へ進学。日大在学中の1986年、1986年世界水泳選手権マドリード大会でソロ4位、チーム銅メダルを獲得。1987年、FINAシンクロワールドカップデュエット、チーム銅メダル獲得。1988年ソウルオリンピックシンクロ・デュエットで小谷実可子と銅メダルを獲得する。
1989年に現役引退。日本代表チームのアシスタントコーチに就任。その際、1991年より24歳で日本オリンピック委員会の在外コーチ研修制度で渡米し、アメリカに留学。1995年、カリフォルニア州セントメリーズ大学大学院健康・体育・リクリエーション学部修士課程修了。その後、1996年アトランタオリンピックヘッドコーチアシスタント、フランス代表チーム招待コーチなどを歴任。
私生活では、1992年に留学先のアメリカで現在の夫であるフランス人男性と知り合い、交際。1997年に結婚 し一時日本に帰国。1999年、第1子を出産する。その後、同年に夫のMBA取得のためにアメリカ再留学に同行し、1999年からはアーゴジー心理専門大学院にて、認知行動理論、コーピングを学び、2000年、サンディエゴ大学大学院にてパフォーマンスエンハンスメント、アスレティックリタイヤメントを学ぶ。2015年時点で二児の母である。
2001年に再帰国し、個人事務所を設立。その後、株式会社ポリゴンを起業し、アスリートからビジネスパーソンまで広く一般にメンタルトレーニング指導を行う。企業での講演、研修も連日行なっている。
2015年、慶應義塾大学大学院システムデザイン・マネジメント研究科博士課程入学。
2017年4月、国際オリンピック委員会（IOC）マーケティング委員に就任。
2021年3月、博士課程単位取得退学。12月、博士学位取得、博士（システムデザイン・マネジメント）。

## 出演番組
※2023年4月現在。レギュラー、準レギュラー及び過去、それに準ずる出演をしていた番組のみを記述。

### テレビ
- Nスタ（TBSテレビ）
- ゴゴスマ -GO GO!Smile!-（CBCテレビ）
- Mr.サンデー（フジテレビ・関西テレビ）
- バイキング（フジテレビ）
- 大下容子ワイド!スクランブル（テレビ朝日）
- SPORTS JAPAN（NHK WORLD）
- 情報プレゼンター とくダネ! （フジテレビ）
- 中居正広の金曜日のスマたちへ（TBSテレビ）
- たけしのニッポンのミカタ!（テレビ東京）
- スッキリ!!（日本テレビ）
- 首都圏ネットワーク（NHK総合）
- きょうの健康（NHK教育）
- ゆうがたLIVE ワンダー（関西テレビ）
- モーニングCROSS（TOKYO MX）
- ひるおび!（TBSテレビ）
- PARA✩DO!フジテレビパラスポーツ応援プロジェクト（フジテレビ）
- 田中ウルヴェ京のココロラボ（2019年3月23日 - 、BS-TBS）司会

### ラジオ
- テレフォン人生相談（ニッポン放送）
  - 2015年5月 - 2023年3月：解答者（不定期出演）
  - 2023年4月7日 - ：パーソナリティ（主に金曜日を担当）
- こころをよむ（NHKラジオ第2）

## 著書
- 恋も仕事も結婚も!わくわくハピネス術　株式会社しょういん　4/2002
- ライフトランシジョン メンタルスキルで人生の転機を乗り越える　株式会社しょういん　1/2003
- 幸せをずっと待ち続ける女性 すぐにめぐり合える女性　PHP研究所　5/2003
- 誰にでもできる水泳メンタルトレーニング<ワークシート式>　ベースボールマガジン社　5/2003
- 30日でなりたい自分になる　実業之日本社　6/2003
- 自己プロデュース40の方法 自分に勝つ、他人に勝つ　講談社　1/2004
- ザ・採点競技　青春出版社　8/2004
- 女性アスリートコーチングブック　大月書店　9/2004
- ストレスに負けない技術 コーピングで仕事も人生もうまくいく
  - （日本版）日本実業出版社　7/2005
  - （台湾版）世潮出版有限公司　3/2007
  - （中国版1）世茂　12/2007
  - （韓国版）4/2009
  - （中国版2）China Mashine Press　11/2009
- Applying Sport Psychology : Four Perspectives Human Kinetics Pub　7/2005
- スポーツ選手のためのキャリアプランニング　大修館書店　9/2005
- プロに訊け!－明日が見えた瞬間　丸善　2/2006
- 「1日30秒」でできる 新しい自分の作り方
  - （日本版）フォレスト出版　4/2008
  - （韓国版）8/2009
  - （文庫本）サンマーク文庫　8/2012
- 「自分に自信がつく」リラックス法　三笠書房　10/2008
- コーピングの教科書　インデックスコミュニケーションズ　10/2008
- 「打たれ強い心」のつくり方　日本実業出版社　10/2008
- 無欲の勝利　ソフトバンククブリエイティブ(株)　12/2008
- 貯めない自分になる こころダイエット　大和書房　1/2009
- 「最高の自分」を引き出すセルフトーク・テクニック　祥伝社　1/2009
- たちまち心がかる～くなる 適当力　主婦と生活社　6/2009
- 30秒で相手を動かす!　コーピング・コミュニケーション術　フォレスト出版　7/2009
- ｢リーダー力」を鍛える!　メンタルトレーニング実践講座　PHP研究所　7/2009
- スポーツ精神科学　診断治療社　8/2009
- 幸種　しあわせだね　講談社　9/2009
- 「今度の恋」で結婚します!　祥伝社　10/2009
- 書くだけで人生が変わる 感謝日記　実業之日本社5/2010
- 無欲の勝利（中国版）華夏出版社　6/2010
- 40歳の教科書　講談社　7/2010
- Jリーグの行動科学　白桃書房　8/2010
- たった3秒で子どもが変わる! 言葉の魔法　中経出版　7/2011
- 新スポーツトレーナー科学　南江堂　8/2011
- 美人伝心　講談社　11/2011
- ストレスに負けない技術　日本実業出版社　11/2011
- やせる言葉　ブルーロータスパブリッシング　2/2012
- 「先延ばしグセ」がスパッ!となくなる本　大和出版　4/2012
- 成功の種を蒔く　講談社　9/2012
- 働く20代のメンタルコントロール術　すばる舎　3/2013
- ここ一番に強くなる　成美文庫　4/2013
- 感情ノート　秀和システム　7/2013
- 1日10分で“なりたい自分”になれる「幸せ習慣」の作り方　講談社　9/2014
- お母さんのイライラ解消･感情の整理ができる本　PHP研究所 5/2015
- 99％の人がしていないたった1％のメンタルのコツ　ディスカヴァー・トゥエンティワン 9/2017
- 人生最強の自分に出会う7日間ノート超一流のメンタルを作る感情整理プログラム　ディスカヴァー・トゥエンティワン 10/2018
- 心の整えかた　トップアスリートならこうする　NHK出版 7/2020